# Karl Finke (Tätowierer)
Karl „Kuddl“ Finke (* 20. April 1866 in Aschersleben; † 15. Dezember 1935 in Hamburg-Altona; Spitzname: Kuddl) war ein deutscher Tätowierer, Ringkämpfer und Schausteller.

## Leben
Karl Finke wurde 1865 in Aschersleben geboren. Soweit bekannt ist, betrieb Finke mit seiner Ehefrau, der „kunstvoll tätowierten Dame“ Marie Finke, von 1907 bis 1913 einen Schaustellerbetrieb mit Ringkampfbude. Ab dem Jahr 1914 findet sich sein Name im Altonaer Adressbuch unter der Adresse Große Marienstraße 8; Betrieb einer „Tätowier-Anstalt“. Im Jahr 1929 heiratete Finke erneut und auch seine zweite Ehefrau soll er am ganzen Körper tätowiert haben.

Sektion Karl Finke im MHG 2020

Finke betätigte sich sowohl als Ringkämpfer im Zirkus wie auch als Tätowierer und befand sich dadurch im Austausch mit US-amerikanischen Kollegen. Ab den 1920er Jahren verkaufte Finke, wie seine amerikanischen Tätowierer-Kollegen, seine selbstgefertigten Vorlagealben zum Preis von 20 Mark. Zu seinem Kundenkreis zählten beispielsweise der Dermatologe Walther Schönfeld und Otto Dix.
Martha Dix schreibt in einem Brief vom 31. März 1981, dass sich ihr Mann „für Tätowierungen sehr interessiert hat; er kaufte von solch einem Meister seines Fachs ein Modellbuch mit seinen primitiven Vorlagen ab.“ Karl Finke fertigte sein Buch No. 9 gegen Ende des Ersten Weltkriegs. Laut der Schriftstellerin Eva Karcher handelt es sich bei Suleika um die tätowierte Dame Maud Arizona. Der Einfluss Karl Finkes auf das Werk von Otto Dix ist auch im Gemälde Der Fleischerladen erkennbar, führt die Kunsthistorikerin Cecilia De Laurentiis aus. Auf dem Arm eines der dargestellten Metzger ist ein Rinderkopf mit zwei überkreuzten Hackbeilen tätowiert. Dieses Motiv lässt sich eindeutig auf eine Zeichnung Finkes zurückführen, die sich sowohl in Buch No. 9 als auch in Buch No. 3 findet.

## Forschung

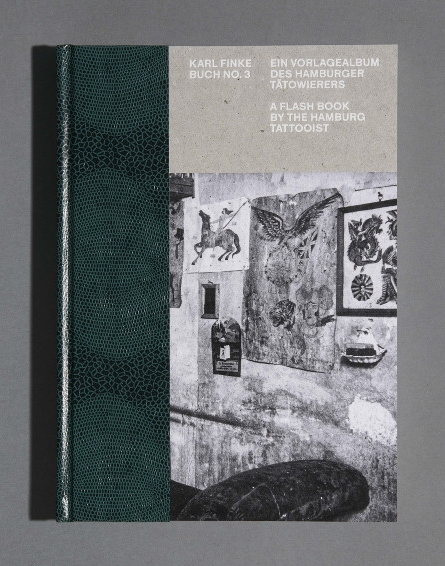

Zu Finkes zeichnerischen Fähigkeiten führt Adolf Spamer in seiner erstmals 1933 veröffentlichten wissenschaftlichen Untersuchung Die Tätowierung in den deutschen Hafenstädten aus:

„... ein unbeholfener, zugleich aber doch auch ganz volkstümlicher Zeichner, die Vorlagen sind eher schlicht, seine Zeichnungen zeigen eine weniger künstlerische Handschrift als die von Christian Warlich.“

Der Hamburger Kunsthistoriker Ole Wittmann leitet seit 2015 ein laufendes Forschungsprojekt zu dem Thema „Der Nachlass des Hamburger Tätowierers Christian Warlich (1891–1964)“, das mit Unterstützung der Hamburger Stiftung zur Förderung von Wissenschaft und Kultur in Kooperation mit der Stiftung Historische Museen Hamburg/Museum für Hamburgische Geschichte am  1. Dezember 2015 begann. Im Rahmen der Recherchen entdeckte Wittmann das Vorlagenalbum No. 3 von Karl Finke im Institut für Sächsische Geschichte und Volkskunde in Dresden, von dessen Existenz in der Öffentlichkeit bisher nichts bekannt war. Wittmann initiierte 2017 den Druck des historischen Vorlagenalbums des Hamburger Tätowierers Karl Finke (1865–1935), das »Buch No. 3«.
Diese erste vom Forschungsprojekt Nachlass Warlich verlegte Publikation wurde beim Art Directors Club in der Kategorie Design/Buch eingereicht und mit einem „bronze Nagel“ ausgezeichnet. Ferner wurde das Buch, das in einer Kooperation mit der Hochschule für Grafik und Buchkunst Leipzig umgesetzt wurde, für die Teilnahme am German Design Award 2019 nominiert. Nachdem die erste Projektpublikation Buch No. 3 zum Tätowierer Karl Finke (1866–1935) zudem beim Birkner-Preis und beim Buchpreis der Staatsbibliothek Hamburg (Longlist) ausgezeichnet wurde, gewann die Publikation im November 2018 den German Design Award 2019.

„Das Buch über den einst berühmtesten Tätowier-Künstler von St. Pauli besticht formal durch eine tolle Papierwahl und die klare Gestaltung. Aber auch inhaltlich überzeugt die Publikation, die dem Betrachter durch die abgebildeten Vorlagemotive einen guten Eindruck von der Tätowier-Kunst in der ersten Hälfte des 20. Jahrhunderts verschafft.“

## Trivia
„In der Großen Marienstraße 8 betreibt Karl Finke eine Tätowier-Anstalt. Das Tätowieren ist ein im Aussterben begriffener Erwerbszweig. Daher bewohnt Karl Finke nicht etwa einen Prachtbau, sondern ein ziemlich düsteres und niedriges Ladengeschäft.“

 In amtlichen Dokumenten wird der Name „Fincke“ angegeben. Finke selbst verwendete beide Schreibweisen, auch seinen Vornamen schrieb er teilweise „Karl“, bzw. „Carl“.